# Argia funcki
Argia funcki là một loài chuồn chuồn kim trong họ Coenagrionidae.
Argia funcki is in 1854 voor het eerst wetenschappelijk beschreven door Selys.